# Przyłubsko (gromada)
Przyłubsko – dawna gromada, czyli najmniejsza jednostka podziału terytorialnego Polskiej Rzeczypospolitej Ludowej w latach 1954–1972.
Gromady, z gromadzkimi radami narodowymi (GRN) jako organami władzy najniższego stopnia na wsi, funkcjonowały od reformy reorganizującej administrację wiejską przeprowadzonej jesienią 1954 do momentu ich zniesienia z dniem 1 stycznia 1973, tym samym wypierając organizację gminną w latach 1954–1972.
Gromadę Przyłubsko z siedzibą GRN w Przyłubsku utworzono – jako jedną z 8759 gromad na obszarze Polski – w powiecie zawierciańskim w woj. stalinogrodzkim, na mocy uchwały nr 24/54 WRN w Stalinogrodzie z dnia 5 października 1954. W skład jednostki weszły obszary dotychczasowych gromad Huta, Przyłubsko i Siamoszyce ze zniesionej gminy Kroczyce powiecie zawierciańskim w woj. stalinogrodzkim, ponadto obszary dotychczasowych gromad Siamoszyce (Kidowskie) i Szypowice ze zniesionej gminy Kidów oraz obszar dotychczasowej gromady Siamoszyce (Pilickie) ze zniesionej gminy Pilica – obie w powiecie olkuskim w woj. krakowskim. Dla gromady ustalono 9 członków gromadzkiej rady narodowej.
20 grudnia 1956 województwo stalinogrodzkie przemianowano (z powrotem) na katowickie.
31 grudnia 1959 gromadę zniesiono, a jej obszar włączono do gromady Kroczyce w tymże powiecie.